# Busted
Busted er en pop-rockgruppe fra Southend-on-Sea i Essex. Busted blev dannet i 2000 og består af James Bourne, Matt Willis og Charlie Simpson.
Gruppen har blandt andet vundet to Brit Awards i 2004. Bandet gik fra hinanden i 2005. I oktober 2015 rapporterede The Sun, at de var blevet gendannet.

## Bandmedlemmer
Nuværende medlemmer
- James Bourne – vokal, guitars, keyboard, piano (2000–2005, 2015–i dag)
- Matt Willis – vokal, bas, synths (2000–2005, 2015–i dag)
- Charlie Simpson – vokal, guitar, trommer, keyboard, synths (2001–2005, 2015–i dag)

Turnémedlemmer
- Nick Tsang – guitar (2016–i dag)
- Eddy Thrower[4] – trommer (2019–i dag)
- David Temple – saxofon (2017–i dag)

Tidligere medlemmer
- Owen Doyle – vokal, bass (2000–01)
- Ki Fitzgerald – vokal, guitar (2000–01)
- Tom Fletcher – vokal, guitar (2001)

## Diskografi
- Busted (2002)
- A Present for Everyone (2003)
- Night Driver (2016)
- Half Way There (2019)

## Turnéer
- Busted: Tour (2002)
- Busted: A Ticket for Everyone (2004)
- Busted: A Ticket for Everyone Else (2004)
- Busted: Pigs Can Fly (2016)
- Busted: Night Driver Tour (2017)